# Tours de Pavie
La caractéristique du centre historique de Pavie est la présence de tours nobles médiévales qui survivent dans son tissu urbain, bien qu'elles aient été autrefois plus nombreuses, comme en témoigne la représentation de la ville du XVIe siècle peinte à fresque dans la basilique San Teodoro. Elles ont été pour la plupart construites entre le XIe et le XIIIe siècle lorsque la cité gibeline était à l'apogée de son épanouissement roman.

## Histoire
Les premières tours urbaines de Pavie sont documentées à partir de l'an 1018, ici aussi comme dans une grande partie du nord de l'Italie, bien avant la propagation des châteaux nobles dans la campagne, ce qui nous fait comprendre comment la propagation de ces bâtiments n'a pas été dictée par l'urbanisation de les classes aristocratiques du quartier dans la ville, mais elles étaient une création de la ville, influencée par les résidences à tourelles du pouvoir laïc et ecclésiastique, elles-mêmes inspirées par les palais royaux (comme le Palais Royal de Pavie) de l'époque carolingienne et ottonienne.
À Pavie, comme dans d'autres villes, les tours n'ont pas été construites avec des intentions défensives, la taille et la hauteur les rendaient en fait inadaptées à de telles fins, mais pour des tâches de représentation et de propagande, elles étaient en fait l'expression la plus directe de la grandeur et de la puissance de les différents clans familiaux.
La plupart des tours ont été construites dans les angles des blocs dans lesquels Pavie était divisée, souvent flanquées d'une voûte, ce qui garantissait à la structure l'effet de contre-poussée. À l'intérieur des premiers murs urbains (Pavie à la fin du XIIe siècle avait trois cercles de murs, dont le premier remonte à l'époque romaine), la plupart des principales factions urbaines avaient des palais et des maisons proches les uns des autres, pour symboliser la politique. et de solidarité sociale du noyau, ces édifices étaient flanqués d'une tour, tandis que les mêmes familles bénéficiaient du patronage d'au moins une, voire de plusieurs églises du voisinage. Un cas emblématique est la tour, encore existante aujourd'hui, bien que réduite en hauteur, de la famille Pavese de Catassi, située à l'angle entre la piazza della Posta et la via Galliano, près de laquelle se dressaient, outre les maisons de la famille groupées, aussi les églises de Saint-Jean des Catassi et San George des Catassi.

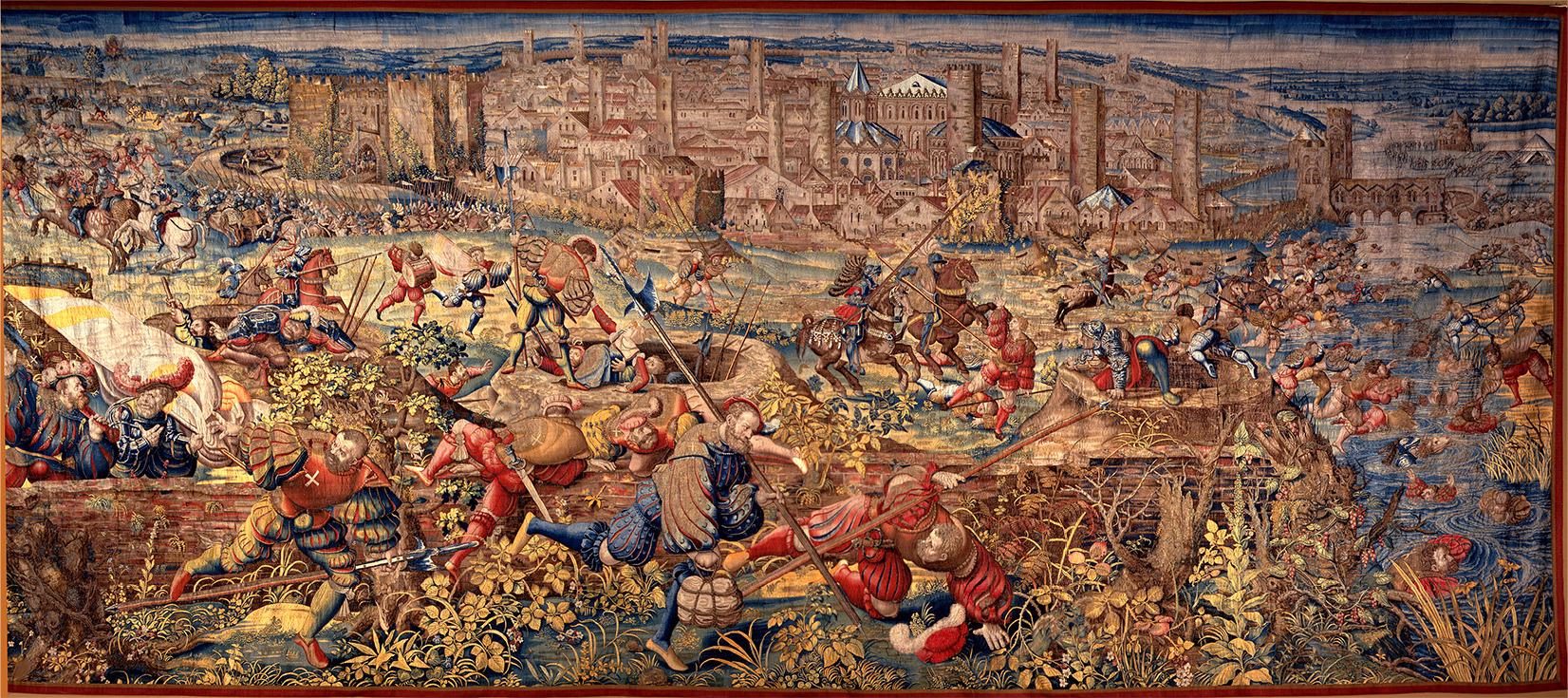
Vue de Pavie lors de la bataille de 1525.

Souvent, les mêmes familles ont fait construire des artefacts similaires, de plus petite taille, dans leurs fermes et leurs possessions à la campagne, comme les Torti, qui à Porta Pertusi (sur la base des estimations de 1254) contrôlaient un quartier, où se trouvaient en fait les églises. de Santa Onorata dei Torti et Santa Maria dei Torti, tandis qu'à la campagne, ils tenaient la ferme fortifiée de Torre de 'Torti, mentionnée pour la première fois en 1259 et qui existe toujours aujourd'hui. Avec l'affirmation de la seigneurie Visconti au cours du XIVe siècle, la valeur symbolique des tours a perdu son sens, à tel point que beaucoup d'entre elles ont été réduites en hauteur, tandis que la partie terminale des autres a été transformée en loggia. Les siècles suivants virent le déclin du modèle de construction ; des préoccupations liées à la stabilité des édifices, notamment entre le XVIIe  et le  XVIIIe siècle, décrétèrent la démolition ou l'abaissement de la plupart d'entre eux.
À la basilique San Teodoro, sur une fresque de 1522 représentant Pavie, on peut voir quelques-unes des nombreuses tours encore présentes dans la première moitié du XVIe siècle. Les tours nobles présentes, sur la base de la documentation historique et iconographique, devaient être d'environ 65, dont une vingtaine survivent,.

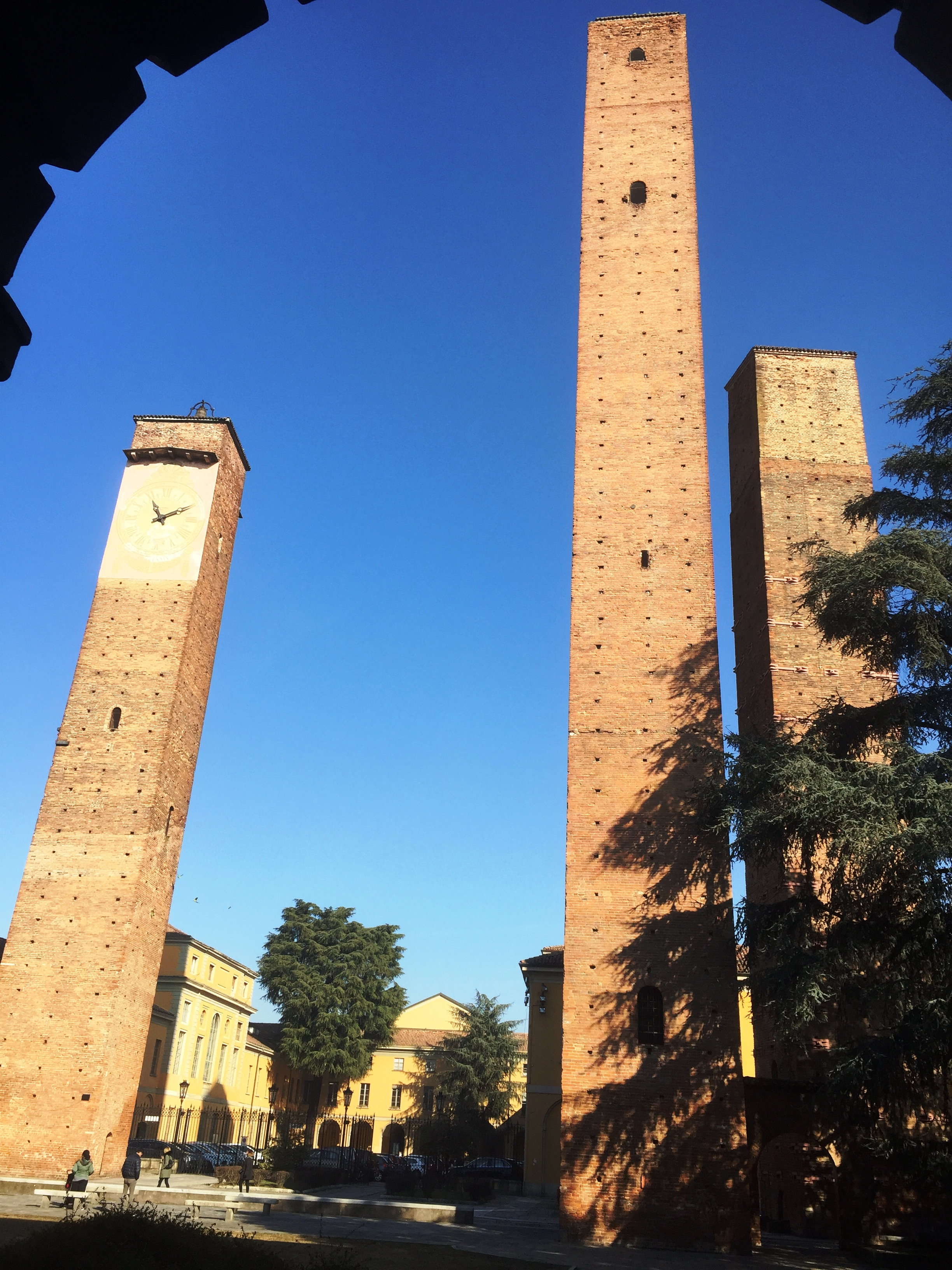
Tours de piazza Leonardo da Vinci.
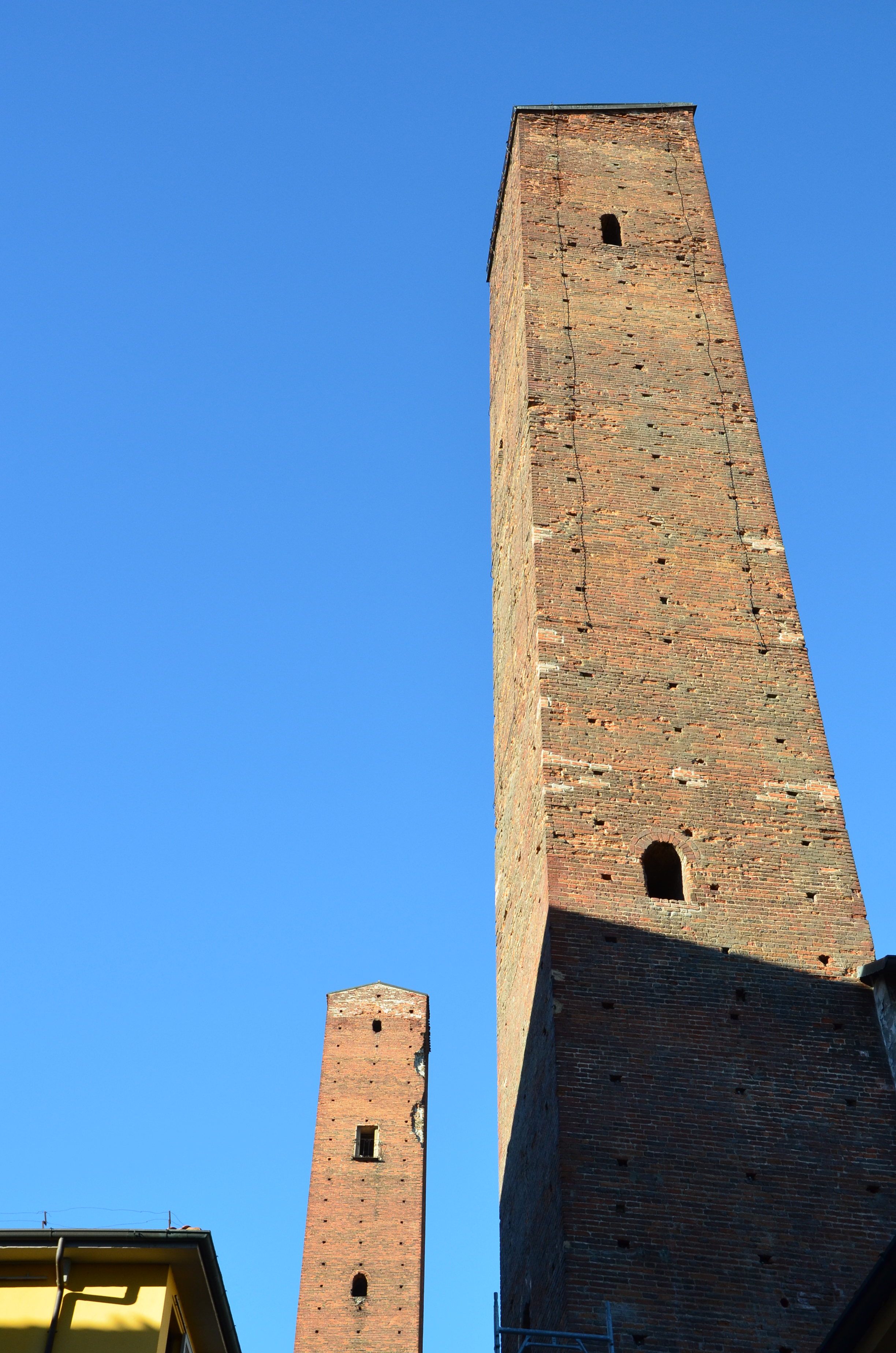
Tours de via Luigi Porta.

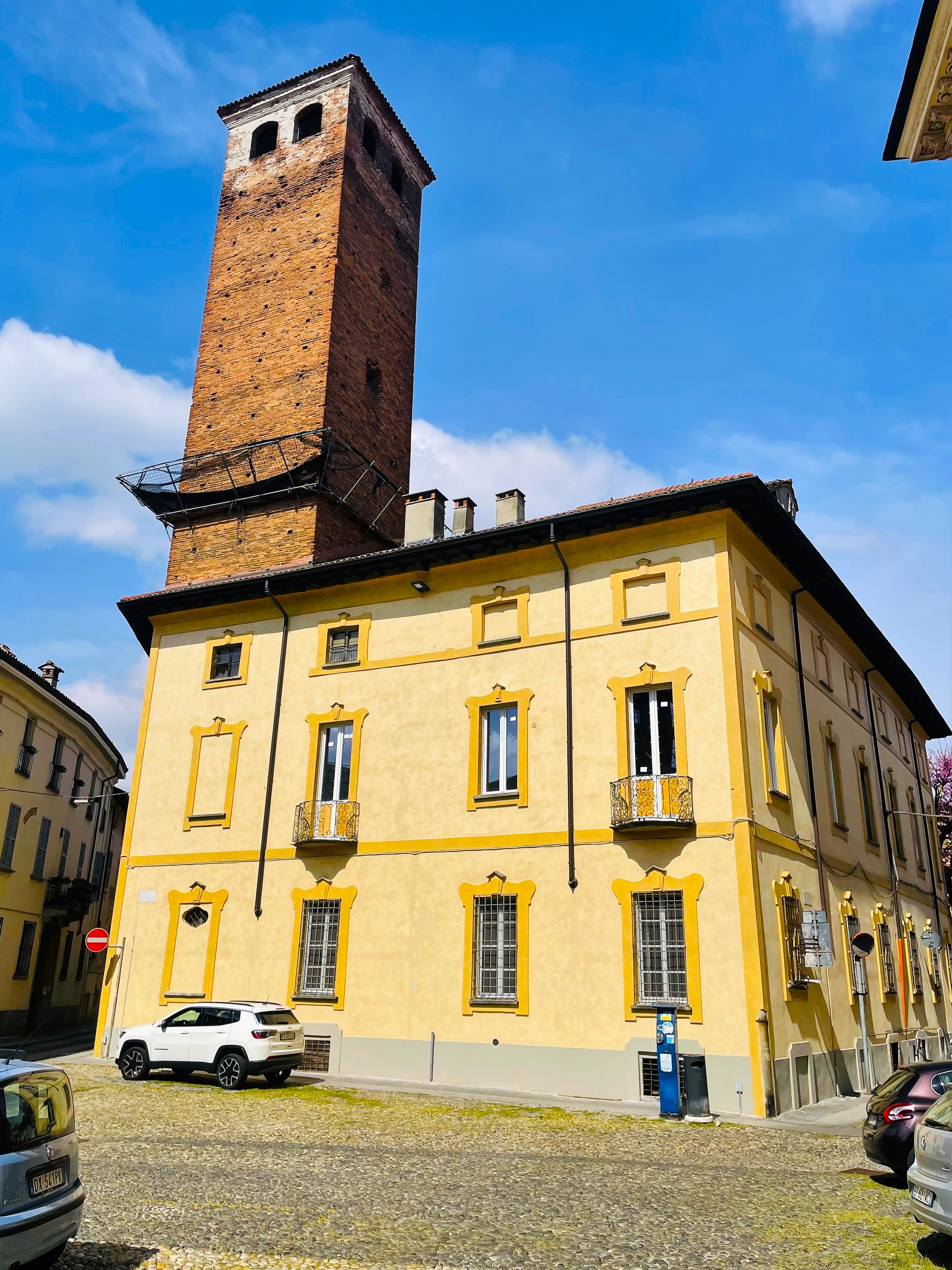
Tour de piazza Borromeo.
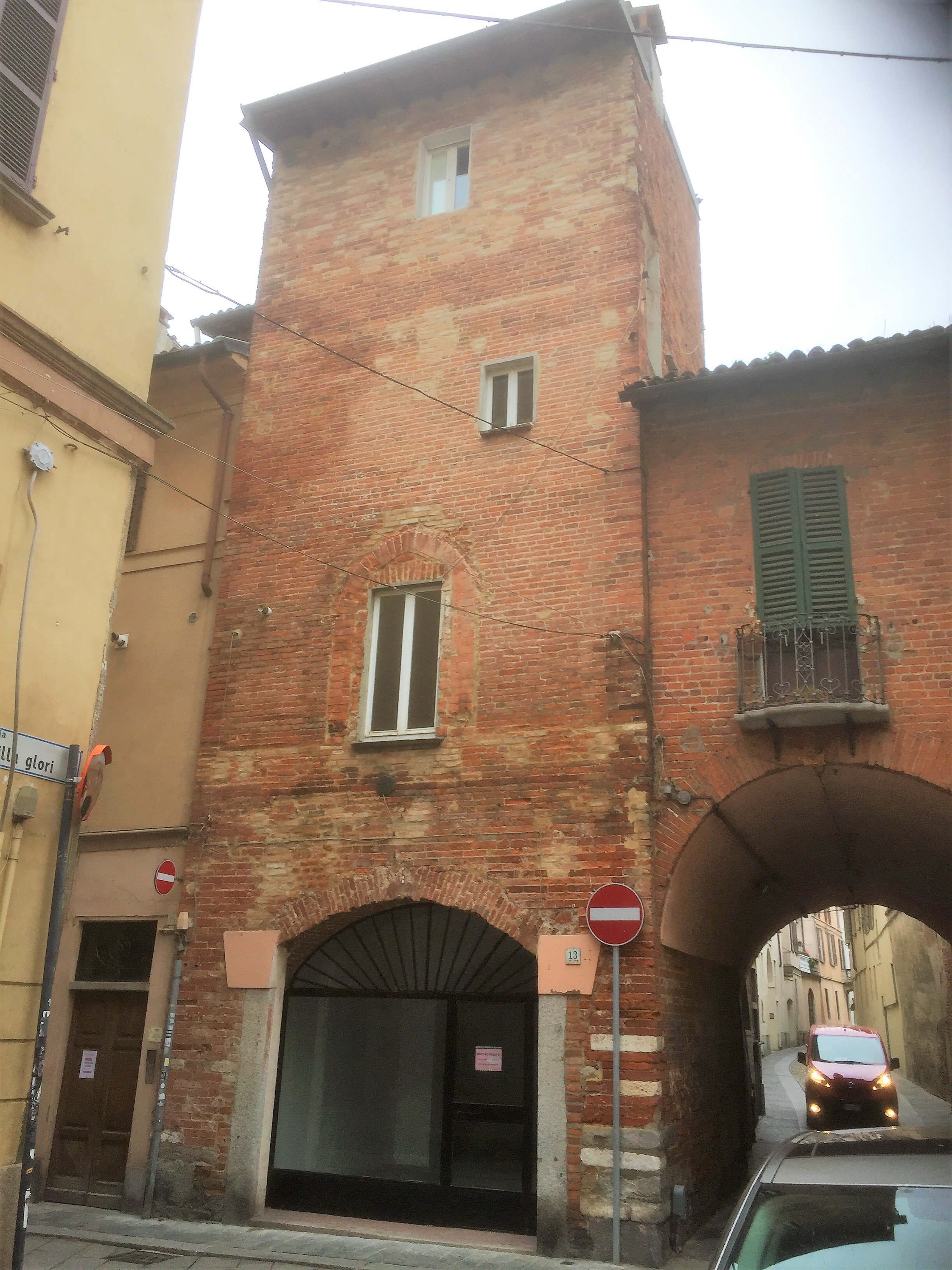
Tour de via Sant'Ennodio, coin Corso Garibaldi.

## Architecture
Les impressionnantes tours nobles subsistantes sont construites sur un bloc de fondation massif, constitué de galets de rivière liés au mortier, de même plus de 2 mètres de haut. Ce sont des bâtiments de plan carré, longs, en moyenne de 5 mètres de côté (bien que nous ayons des exemples de tours plus grandes). La base des tours est renforcée par de grosses pierres, souvent épaissies uniquement dans les angles. Les matériaux de pierre les plus utilisés sont le granit, le gneiss, le grès et, dans une moindre mesure, le calcaire et, en particulier, le calcaire ammonite de Véronèse, ce sont souvent des matériaux de remploi, provenant généralement de constructions de l'âge classique. Le fût des tours, quant à lui, était en briques apparentes, posées avec une texture de maçonnerie précise et avec des dimensions d'environ 27,5 x 6,5 cm, pour une hauteur de 13 cm. L'épaisseur des murs est d'environ 2 mètres, formée par une couche de conglomérat de galets, de chaux et d'éclats, renforcée à l'intérieur par des chaînes de bois et enchâssée entre deux murs de briques, une technique de construction déjà illustrée par Vitruve. Les ouvertures des tours sont rares, en effet, outre les trous de ponton, il ne reste que de petites fenêtres à simple lancette, alors que l'accès était généralement autorisé par des portes situées aux étages supérieurs et reliées aux bâtiments adjacents. Bien que la plupart des tours nobles soient maintenant réduites en hauteur, à tel point que la plupart d'entre elles sont assimilées au niveau des maisons et des palais à proximité, encore aujourd'hui certains bâtiments d'une hauteur considérable se détachent sur le ciel de Pavie, comme le Maino tour, haute de 51 mètres, ou la tour de San Dalmazio (41 mètres), véritables gratte-ciel pour l'époque.

## Liste des tours survivantes
Les tours encore debout sont les suivantes : 
- Tour de l'Université, Piazza Leonardo da Vinci.
- Tour de l'Horloge, Piazza Leonardo da Vinci[12].
- Torre del Maino, Piazza Leonardo da Vinci.
- Tour de San Dalmazio, Via Luigi Porta.
- Tour Belcredi, via Luigi Porta.
- Tour de Santa Mostiola, Via Luigi Porta.
- Torre dei Catassi, angle Piazza della Posta- Via Galliano.
- Tour de la Casa Beccaria May entre la Piazza Borromeo et la Via San Giovanni in Borgo.
- Tour de la Piazza Borromeo.
- Tour de la Via Scarpa, angle de la Via Pedotti.
- Tour de Via Capsoni.
- Tour de la via della Rocchetta, angle de la via Capsoni.
- Tour de la Via Sant'Ennodio, angle du Corso Garibaldi.
- Tour (base uniquement) de la Via Ressi, angle de la Via Corridoni.
- Tour de Via Siro Comi, coin de Corso Garibaldi.
- Tour de la Via Mentana, coin de la Via Galliano.
- Tour de la Via Sacchi, coin de la Via Spallanzani.
- Torre degli Aquila, Strada Nuova.
- Tour de la Via dei Liguri, coin du Vicolo del Torrione.
- Tour de Via Pessani, coin de Via Maffi.
- Tour de la Via Frank, coin de la Via Cardano.
- Tour Vicolo Novaria.
- Vestiges de deux tours dans un sous-sol de la Via Luigi Porta.

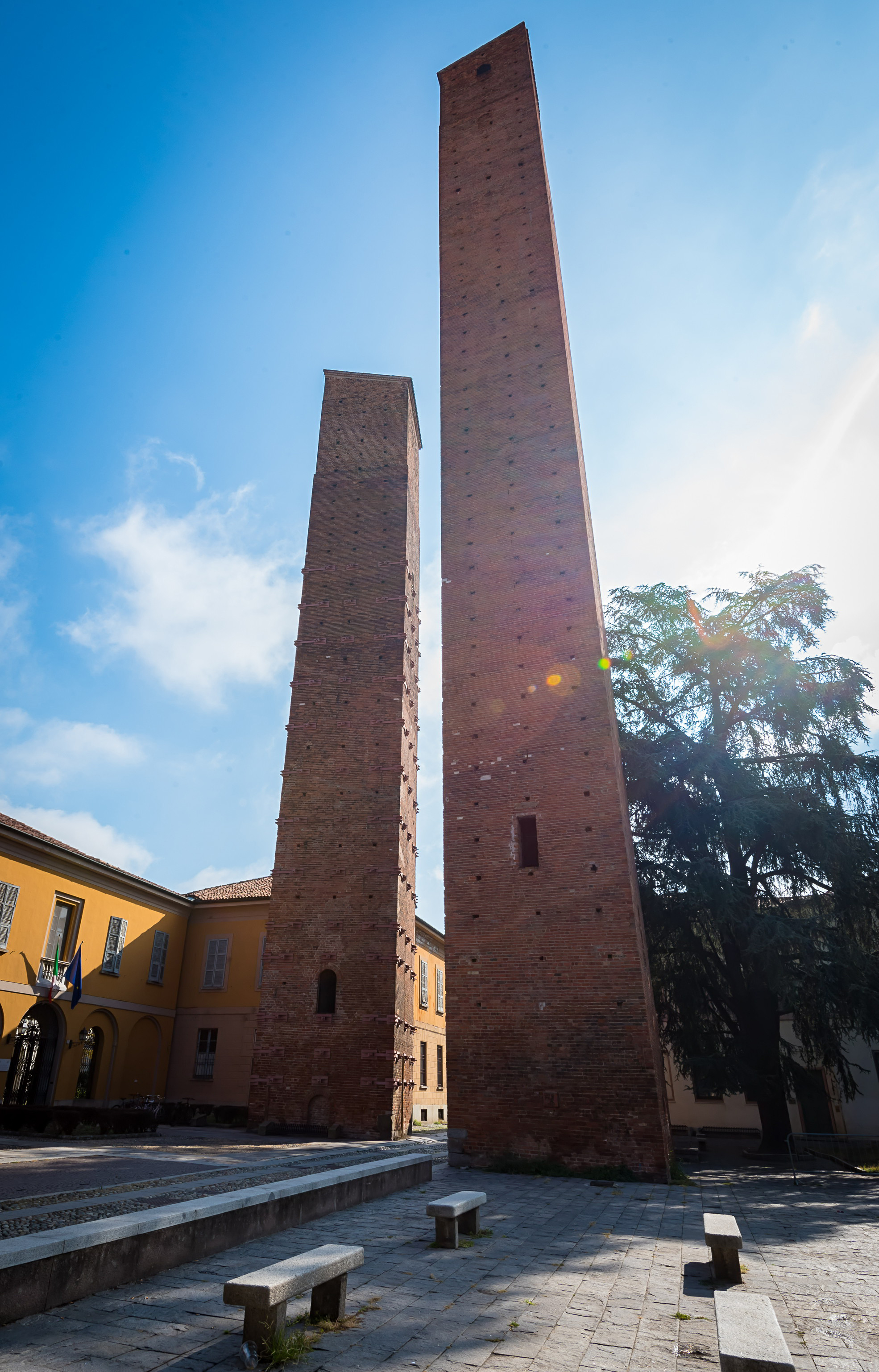
Torre del Maino.
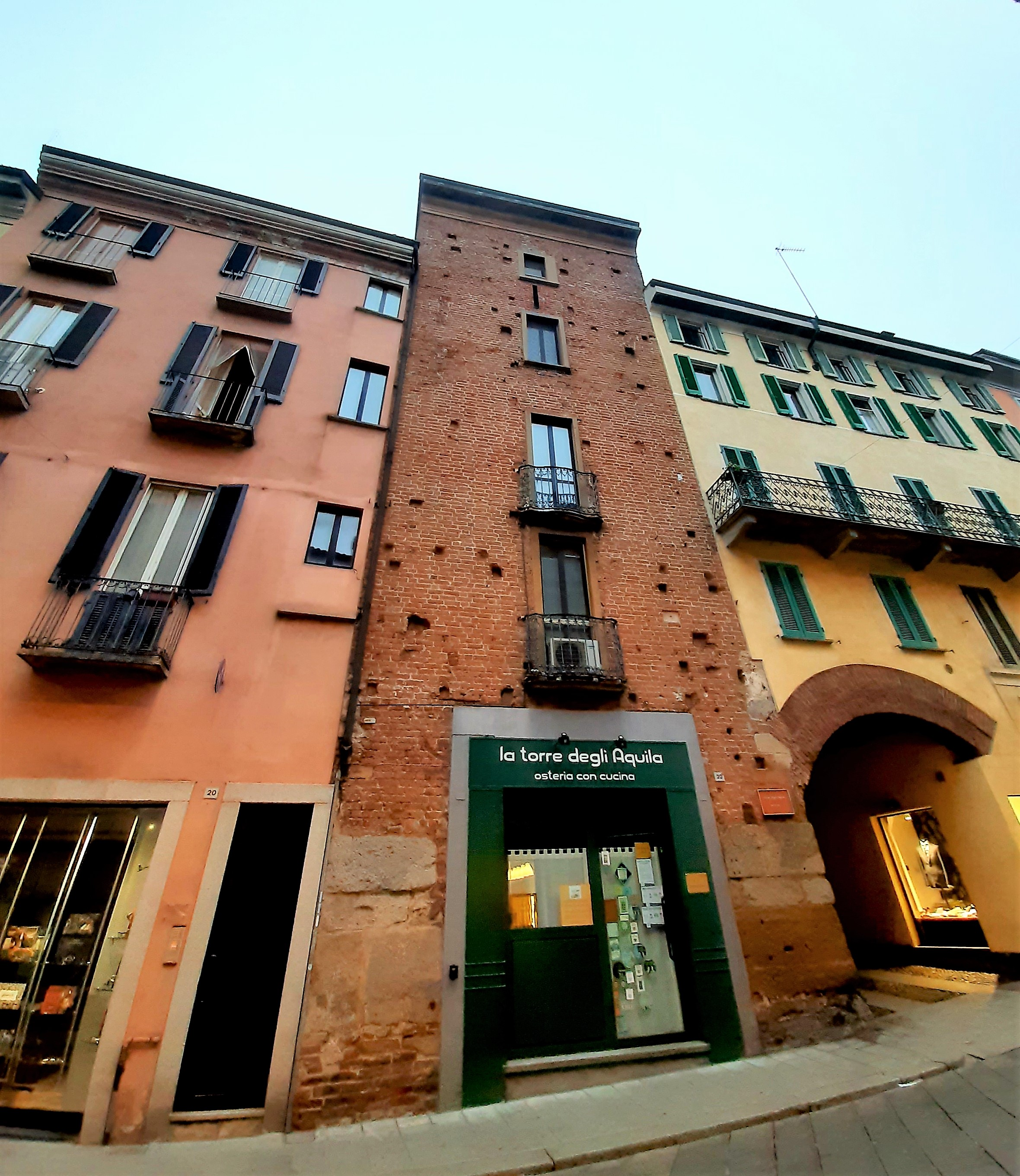
Torre degli Aquila.
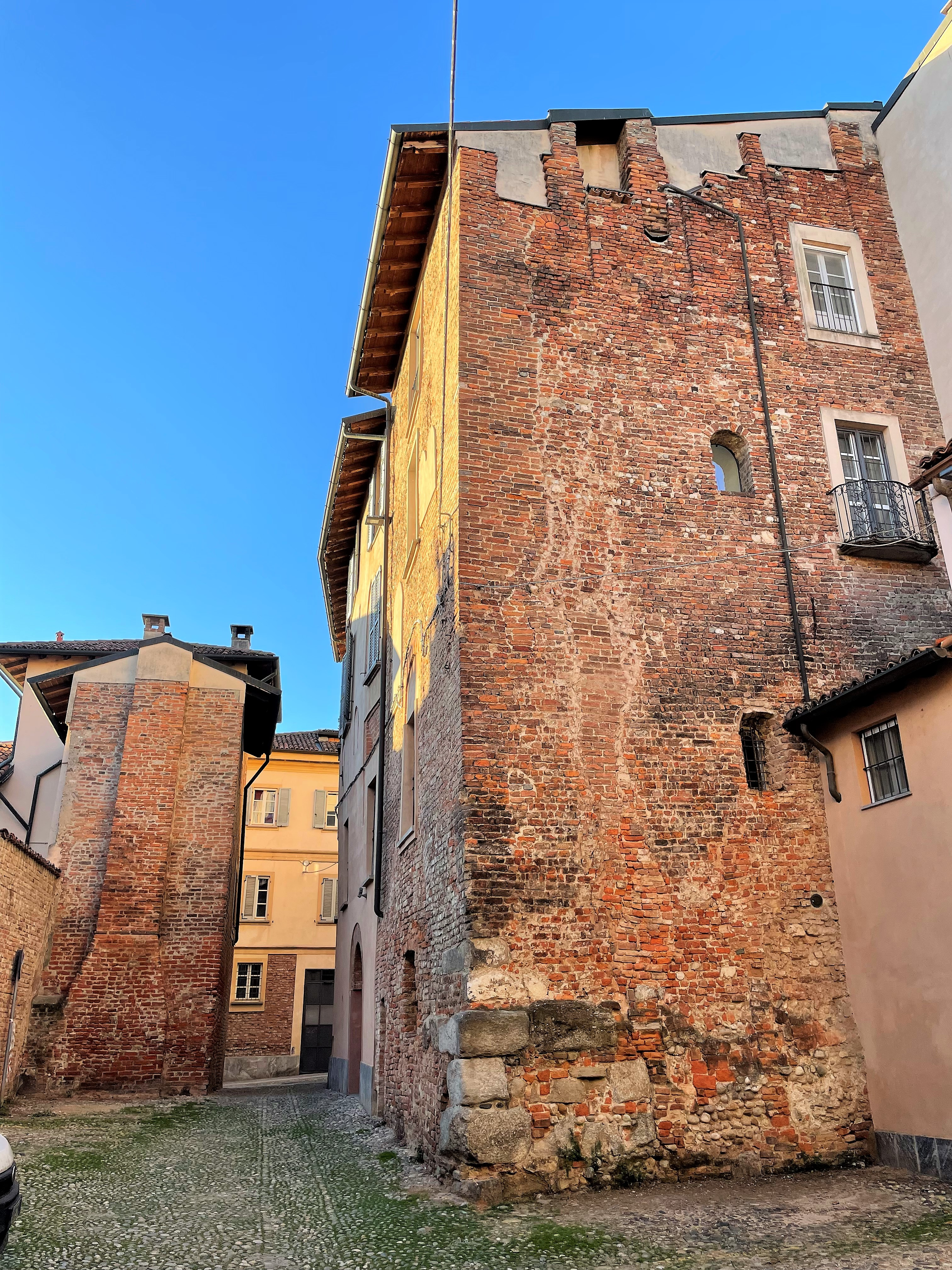
Tour du vicolo del Torrione.

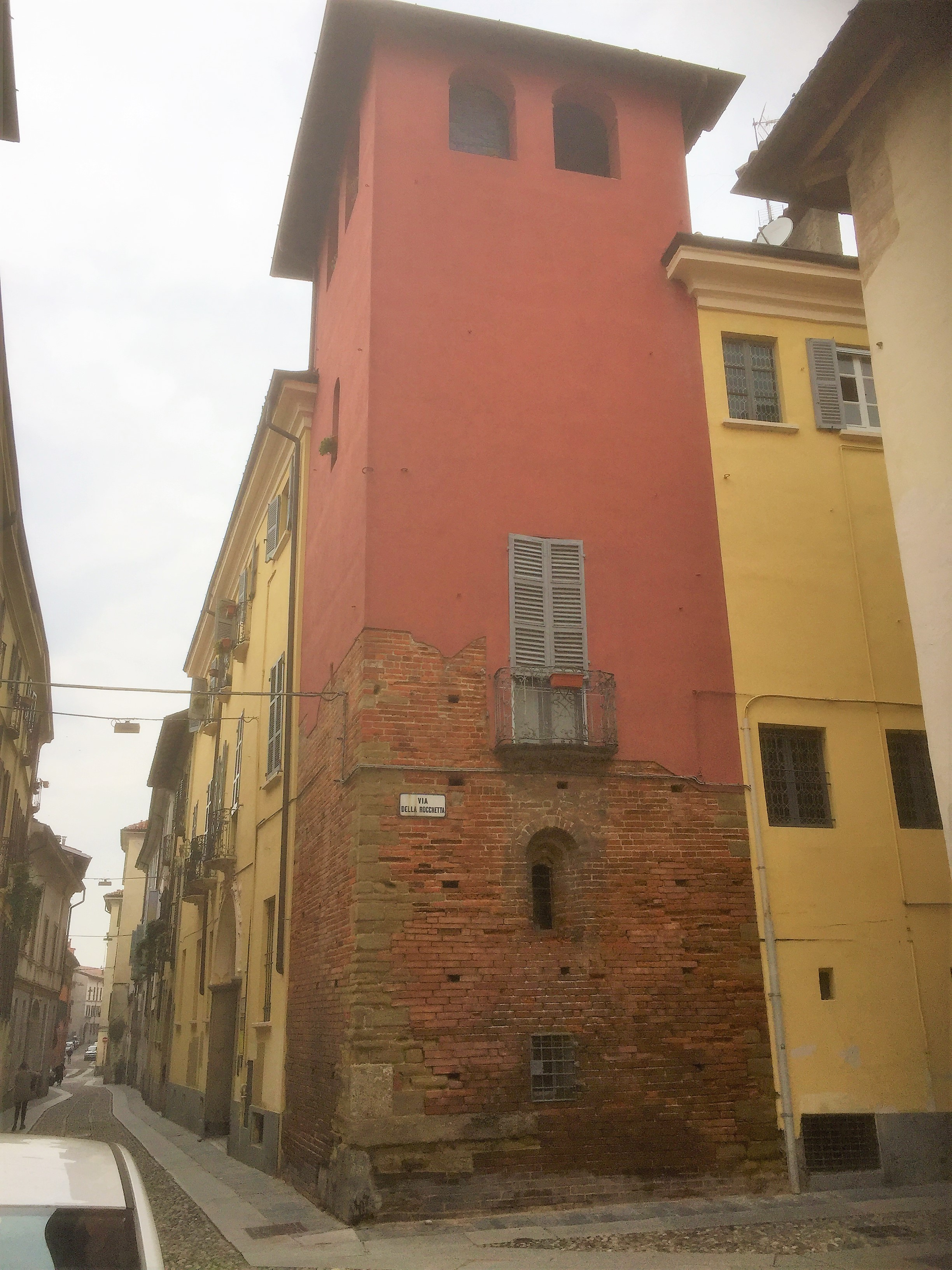
Tour de la via della Rocchetta, angle de la via Capsoni.
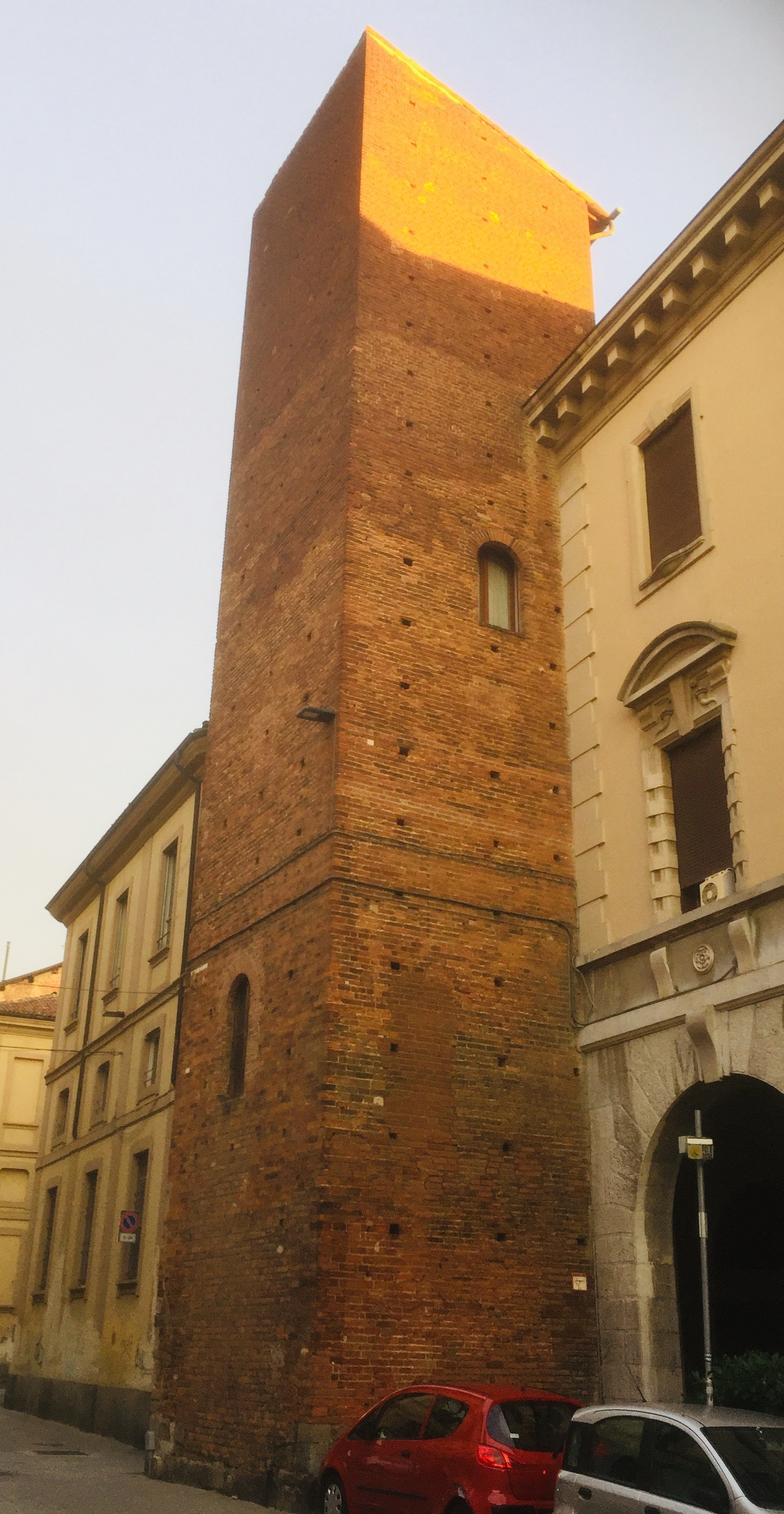
Torre dei Catassi.
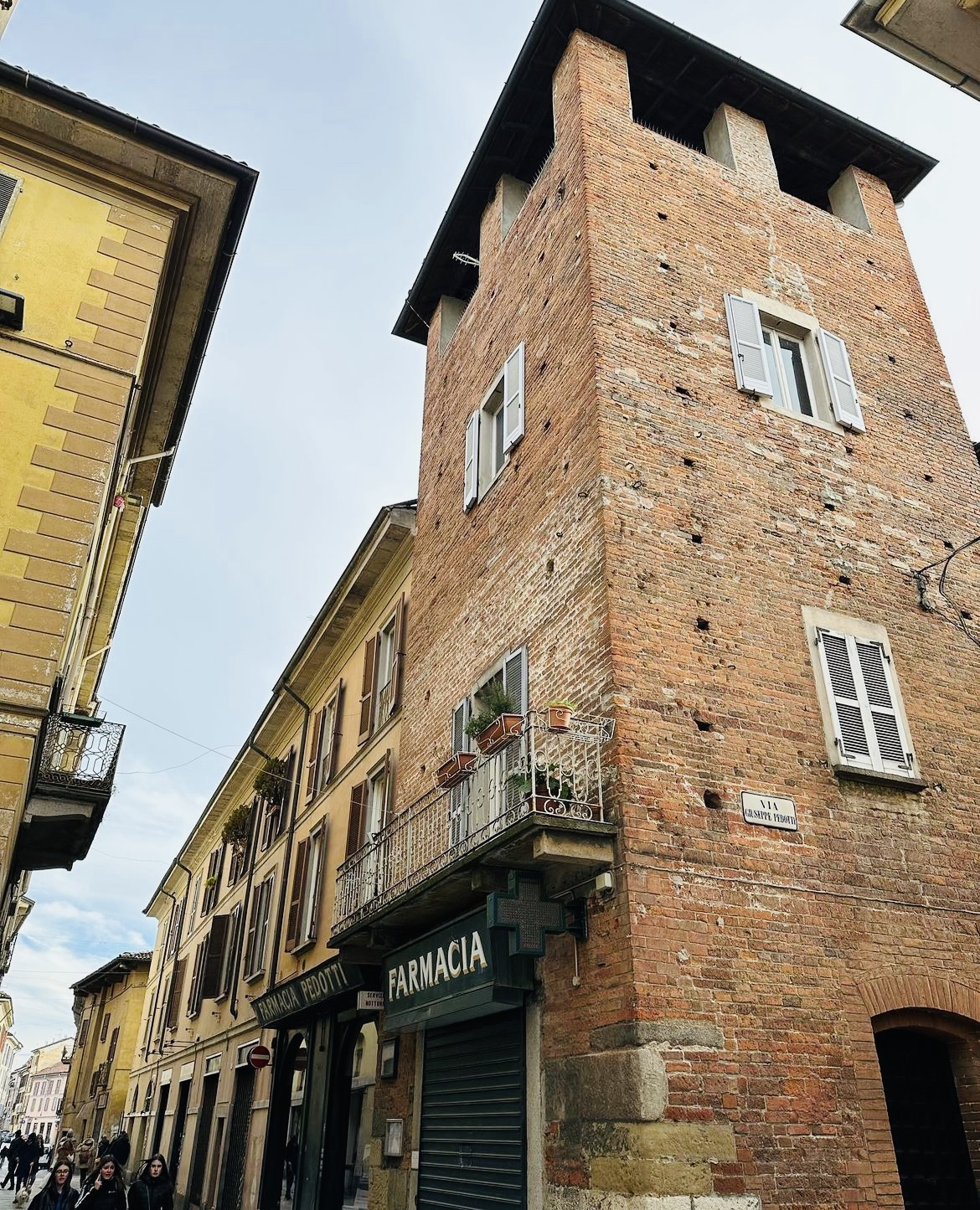
Tour de la Via Sant'Ennodio, angle du Corso Garibaldi.